# Where’s Your Head At
Where’s Your Head At – piosenka z drugiej płyty zespołu Basement Jaxx. Została nagrana na początku 2001 roku i wydana jako singiel pod koniec tego samego roku. W piosence wykorzystano sample z piosenki Gary’ego Numana pt. "M.E.". Zajęła 39 miejsce na Billboard Modern Rock Tracks i jest to jedyny singiel tego zespołu w historii tej listy. Piosenka jest znana z użycia jej w filmie Lara Croft: Tomb Raider, jak i również z oryginalnego teledysku.

## Lista utworów
1. "Where’s Your Head At"
2. "Where’s Your Head At (Stanton Warriors Mix)"
3. "Romeo (Acoustic Mix)"

## Pozycje na listach przebojów
| Listy przebojów (2001/2002)              | Najwyższa pozycja |
| ---------------------------------------- | ----------------- |
| Australia (ARIA)                         | 16                |
| Irlandia (IRMA)                          | 19                |
| UK Singles (The Official Charts Company) | 9                 |
| US Billboard (Hot Dance Club Play)       | 3                 |
| US Billboard (Modern Rock Tracks)        | 39                |